# 外国小孩中国爸
《外国小孩中国爸》由钱晓鸿执导的电视剧，由周小斌、雅各布、黄素影等领衔主演。该作品主演讲述一个离婚的外国女人改嫁到了中国，该女子的儿子和其继父，是卖北京烤鸭的中国厨师，描述他們一起发生的故事。该作2002年在中国上映。

## 剧情简介
一位中国厨师和一个外国离婚女人结婚了，并且这个女人还带来了一个她与前夫所生得儿子雅各布，虽说最初因为文化上的差异，以及他的性格导致二人经常闹矛盾，并且雅各布总是想回到自己的国家，但是在这位父亲以及他和其他人的相处下，雅各布渐渐变得不再那么任性。
随后，雅各布的亲生父亲来接他回去，但是雅各布却早已经爱上了中国……

## 演员表
- 周小斌 饰 马大航
- 雅各布
- 黄素影
- 张懿婧
- 常蓝天
- 马元
- 陈祉希
- 瑪麗婭 飾 米娜
- 趙雪 飾 趙小剛
- 甘一帆 飾 小眼鏡
- 傅亞南 飾 翠花奶奶
- 克林 飾 于勒
- 张平 飾 雷詠
- 劉彥 飾 趙大剛
- 由立平 飾 張利民
- 許玲 飾 大剛妻子

## 获奖记录
- 該劇曾獲得全國23屆“飛天”二等獎。

## 相關連結
- 豆瓣链接 （页面存档备份，存于）
- 背后的故事。 （页面存档备份，存于）